# سعود العتيبي (لاعب كرة قدم مواليد 2001)
سعود خالد العتيبي مواليد 18 نوفمبر 2001 في ، السعودية، هو لاعب كرة قدم سعودي لعب سابقاً لنادي الثقبة في الوسط.